# Afrithelphusa leonensis
Afrithelphusa leonensis is een krabbensoort uit de familie van de Potamonautidae. De wetenschappelijke naam van de soort is voor het eerst geldig gepubliceerd in 1987 door Cumberlidge.
De soort behoort tot het geslacht Afrithelphusa van zoetwaterkrabben en is endemisch in het West-Afrikaanse Sierra Leone. Er zijn slechts drie specimens bekend die in 1955 op een locatie in het regenwoud van Opper-Guinee werden verzameld. Sedertdien is de soort niet meer waargenomen. Het is niet bekend hoe groot de populatie en haar verspreiding is.